# Khalil al-Wazir
Khalil Ibrahim al-Wazir (em árabe: خليل إبراهيم الوزير, também conhecido por seu kunya Abu Jihad أبو جهاد—"Pai da Jihad"; Ramla, 10 de outubro de 1935 – Túnis, 16 de abril de 1988) foi um líder palestino e cofundador do partido nacionalista Fatah. Como assessor de alto escalão do presidente da Organização para a Libertação da Palestina (OLP), Yasser Arafat, al-Wazir teve considerável influência nas atividades militares do Fatah, tornando-se comandante do braço armado do grupo, al-Assifa.
Al-Wazir tornou-se refugiado quando sua família foi expulsa de Ramla durante a Guerra Árabe-Israelense de 1948 e começou a liderar uma pequena força fedayin na Faixa de Gaza. No início da década de 1960, estabeleceu conexões para o Fatah com regimes comunistas e líderes proeminentes do Terceiro Mundo. Abriu o primeiro escritório do Fatah na Argélia. Desempenhou um papel importante nos confrontos do Setembro Negro de 1970-71 na Jordânia, fornecendo armas e ajuda aos combatentes palestinos sitiados. Após a derrota da OLP para o Exército Jordaniano, al-Wazir juntou-se à OLP no Líbano.
Antes e durante a invasão israelense do Líbano em 1982, al-Wazir planejou inúmeros ataques dentro de Israel contra alvos civis e militares. Ele preparou a defesa de Beirute contra a chegada das forças israelenses. No entanto, o exército israelense prevaleceu e al-Wazir foi exilado do Líbano com o restante da liderança do Fatah. Ele se estabeleceu em Amã por um período de dois anos e foi exilado para Túnis em 1986. De sua base ali, começou a organizar comitês de jovens nos territórios palestinos; estes acabaram se tornando um componente importante das forças palestinas na Primeira Intifada. No entanto, ele não viveu para comandar o levante. Em 16 de abril de 1988, foi assassinado em sua casa em Túnis por comandos israelenses.

## Primeiros anos
Khalil al-Wazir nasceu em 1935, filho de pais muçulmanos, na cidade de Ramla, Palestina, então sob o domínio do Mandato Britânico. Seu pai, Ibrahim al-Wazir, trabalhava como merceeiro na cidade. Al-Wazir e sua família foram expulsos em julho de 1948, juntamente com outros 50.000 a 70.000 palestinos de Lida e Ramla, após a captura da área por Israel durante a Guerra Árabe-Israelense de 1948. Eles se estabeleceram no campo de refugiados de Bureij, na Faixa de Gaza, onde al-Wazir frequentou uma escola secundária administrada pela UNRWA. Enquanto cursava o ensino médio, começou a organizar um pequeno grupo de fedayin para perseguir israelenses em postos militares perto da Faixa de Gaza e da Península do Sinai.
Em 1954, entrou em contato com Yasser Arafat em Gaza; Al-Wazir se tornaria o braço direito de Arafat mais tarde em sua vida. Durante seu tempo em Gaza, Al-Wazir tornou-se membro da Irmandade Muçulmana Egípcia, e foi brevemente preso por sua filiação à organização, uma vez que era proibida no Egito. Em 1956, alguns meses após sua libertação da prisão, ele recebeu treinamento militar no Cairo. Ele também estudou engenharia arquitetônica na Universidade de Alexandria, mas não se formou. Al-Wazir foi detido mais uma vez em 1957 por liderar ataques contra Israel e foi exilado para a Arábia Saudita, onde encontrou trabalho como professor. Ele continuou a lecionar após se mudar para o Kuwait em 1959.

## Formação do Fatah
Al-Wazir aproveitou seu tempo no Kuwait para estreitar laços com Arafat e outros exilados palestinos que conhecera no Egito. Ele e seus companheiros fundaram o Fatah, uma guerrilha nacionalista palestina e organização política, em algum momento entre 1959 e 1960. Mudou-se para Beirute após ser encarregado de editar a revista mensal da recém-formada organização, Falastinuna, Nida' Al Hayat ("Nossa Palestina, o Chamado à Vida"), pois era "o único com talento para a escrita". A revista foi fundada por Arafat e Al-Wazir em novembro de 1959.
Al-Wazir estabeleceu-se na Argélia em 1962, após uma delegação de líderes do Fatah, incluindo Arafat e Farouk Kaddoumi, ter sido convidada pelo presidente argelino Ahmed Ben Bella. Al-Wazir permaneceu lá, abriu um escritório do Fatah e um campo de treinamento militar em Argel e foi incluído em uma delegação argelina-Fatah a Pequim em 1964. Durante sua visita, ele apresentou as ideias do Fatah a vários líderes da República Popular da China, incluindo o primeiro-ministro Zhou Enlai, e assim inaugurou o bom relacionamento do Fatah com a China. Ele também viajou por outros países do Leste Asiático, estabelecendo relações com a Coreia do Norte e o Viet Cong. Al-Wazir supostamente "encantou Che Guevara" durante o discurso de Guevara em Argel. Com suas credenciais de guerrilha e seus contatos com nações fornecedoras de armas, ele foi designado para a função de recrutar e treinar combatentes, estabelecendo assim o braço armado do Fatah, al-Assifa (a Tempestade). Enquanto estava em Argel, ele recrutou Abu Ali Iyad, que se tornou seu vice e um dos comandantes de alto escalão de al-Assifa na Síria e na Jordânia.

### Síria e o pós-Guerra dos Seis Dias
Al-Wazir e a liderança do Fatah se estabeleceram em Damasco, Síria, em 1965, a fim de aproveitar o grande número de membros do Exército de Libertação da Palestina (ELP) no local. Em 9 de maio de 1966, ele e Arafat foram detidos pela polícia síria leal ao marechal do ar Hafez al-Assad após um incidente em que um líder palestino pró-Síria, Yusuf Orabi, foi jogado da janela de um prédio de três andares e morto. Al-Wazir e Arafat estavam considerando unir o Fatah à facção de Orabi — a Frente Revolucionária para a Libertação da Palestina — ou conquistar o apoio de Orabi contra os rivais de Arafat dentro da liderança do Fatah. Uma discussão ocorreu, que acabou levando ao assassinato de Orabi; no entanto, al-Wazir e Arafat já haviam deixado o local pouco antes do incidente. Segundo Aburish, Orabi e Assad eram "amigos próximos" e Assad nomeou um painel para investigar o ocorrido. O painel considerou Arafat e al-Wazir culpados, mas Salah Jadid, então secretário-geral adjunto do presidente da Síria, os perdoou.
Após a derrota de uma coalizão de Estados árabes na Guerra dos Seis Dias de 1967, as principais organizações guerrilheiras palestinas que participaram da guerra ou foram patrocinadas por qualquer um dos Estados árabes envolvidos, como o Movimento Nacionalista Árabe liderado por George Habash e o Exército de Libertação da Palestina de Ahmad Shukeiri, perderam considerável influência entre a população palestina. Isso fez do Fatah a facção dominante da Organização para a Libertação da Palestina (OLP). Eles conquistaram 33 das 105 cadeiras no Conselho Nacional Palestino (CNP) (o maior número de cadeiras alocadas a qualquer grupo guerrilheiro), fortalecendo assim a posição de al-Wazir. Durante a Batalha de Karameh, em março de 1968, ele e Salah Khalaf ocuparam importantes posições de comando entre os combatentes do Fatah contra as Forças de Defesa de Israel (FDI), o que desenvolveu suas credenciais como estrategista militar. Isso o levou a assumir o comando de al-Assifa, ocupando cargos importantes no Conselho Nacional de Defesa (CNP) e no Conselho Militar Supremo da OLP. Ele também foi encarregado das operações de guerrilha tanto nos territórios palestinos ocupados quanto em Israel.

## Setembro Negro e a Guerra do Líbano

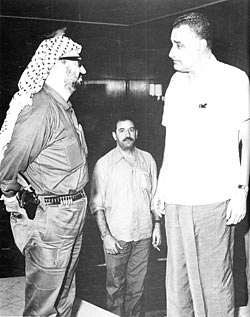
Yasser Arafat e Abu Jihad encontram-se com Gamal Abdel Nasser ao chegarem ao Cairo para participar da primeira cúpula de emergência da Liga Árabe, 1970

Durante os confrontos do Setembro Negro na Jordânia, al-Wazir forneceu armas e ajuda às forças palestinas cercadas em Jerash e Ajlun, mas o conflito foi decidido em favor da Jordânia. Após Arafat e milhares de combatentes do Fatah recuarem para o Líbano, al-Wazir negociou um acordo entre o Rei Hussein e o principal organizador da OLP, exigindo uma melhor conduta palestina na Jordânia. Então, juntamente com os outros líderes da OLP, mudou-se para Beirute.
Al-Wazir não desempenhou um papel importante na Guerra Civil Libanesa; limitou-se principalmente a fortalecer o Movimento Nacional Libanês, o principal aliado da OLP no conflito. Durante a queda do campo de Tel al-Zaatar para a Frente Libanesa, al-Wazir se culpou por não ter organizado um resgate.
Durante seu período no Líbano, al-Wazir foi responsável pela coordenação de operações de alto nível. Ele supostamente planejou o ataque ao Hotel Savoy em 1975, no qual oito militantes do Fatah invadiram e fizeram reféns civis no hotel Savoy em Tel Aviv, matando oito deles, além de três soldados israelenses. O massacre da estrada costeira, em março de 1978, também foi planejado por al-Wazir. Nesse ataque, seis membros do Fatah sequestraram um ônibus e mataram 35 civis israelenses. Outros ataques em que ele esteve envolvido incluem o ataque a Nahariya em 1974, o atentado à bomba na Praça Zion e o ataque a Hebron em 1980.
Quando Israel sitiou Beirute em 1982, al-Wazir discordou dos membros esquerdistas da OLP e de Salah Khalaf; ele propôs que a OLP se retirasse de Beirute. No entanto, al-Wazir e seu assessor Abu al-Walid planejaram a defesa de Beirute e ajudaram a direcionar as forças da OLP contra as FDI. As forças da OLP foram finalmente derrotadas e expulsas do Líbano, com a maior parte da liderança se mudando para Túnis, embora al-Wazir e outros 264 membros da OLP tenham sido recebidos pelo Rei Hussein da Jordânia.

## Estabelecimento de um movimento na Cisjordânia e na Faixa de Gaza
Insatisfeito com a derrota decisiva das forças palestinas no Líbano durante a Guerra do Líbano de 1982, al-Wazir concentrou-se em estabelecer uma base sólida do Fatah na Cisjordânia e na Faixa de Gaza ocupadas por Israel. Em 1982, começou a patrocinar comitês de jovens nos territórios. Essas organizações cresceriam e dariam início à Primeira Intifada em dezembro de 1987 (a palavra Intifada em árabe, traduzida literalmente como "sacudir", é geralmente usada para descrever uma revolta).
A Intifada começou como uma revolta da juventude palestina contra a ocupação israelense da Cisjordânia e da Faixa de Gaza. Em 7 de junho de 1986, cerca de um ano antes do início da Intifada, al-Wazir foi deportado de Amã para Bagdá, mudando-se para a Tunísia dias depois de o Rei Hussein declarar que os esforços para estabelecer uma estratégia conjunta para o conflito israelense-palestino entre a Jordânia e a OLP haviam terminado.
A primeira fase da Intifada ocorreu após a escalada de dois incidentes não relacionados na Faixa de Gaza. O primeiro foi um acidente de trânsito no posto de controle de Erez, onde um veículo militar israelense atingiu um grupo de trabalhadores palestinos, matando quatro deles. Os funerais, que contaram com a presença de 10.000 pessoas do campo naquela noite, rapidamente levaram a uma grande manifestação. Rumores circularam pelo campo de que o incidente foi um ato de retaliação intencional ao segundo evento – o esfaqueamento até a morte de um empresário israelense, morto enquanto fazia compras em Gaza dois dias antes. Após o lançamento de uma bomba incendiária contra uma viatura policial que passava na Faixa de Gaza no dia seguinte, as forças israelenses, disparando munição real e bombas de gás lacrimogêneo contra a multidão enfurecida, mataram a tiros um jovem palestino e feriram outros 16.
No entanto, em poucas semanas, atendendo a insistentes pedidos de al-Wazir, a OLP tentou liderar a revolta, que durou até 1991, ou 1993, segundo diversas autoridades. Al-Wazir havia sido designado por Arafat para a responsabilidade pelos territórios sob o comando da OLP. Segundo o autor Said Aburish, ele possuía "conhecimento impressionante das condições locais" nos territórios ocupados por Israel, aparentemente conhecendo "cada aldeia, escola e família numerosa em Gaza e na Cisjordânia". Ele forneceu apoio financeiro e logístico à revolta, tornando-se assim seu "cérebro no exílio". Al-Wazir ativou todas as células que havia estabelecido nos territórios desde o final da década de 1970, em um esforço para apoiar militarmente os atiradores de pedras que formavam a espinha dorsal da revolta palestina. Ele também aproveitou a oportunidade para reformar a OLP. Segundo o autor Yezid Sayigh, al-Wazir acreditava que a Intifada não deveria ter sido sacrificada a Arafat apenas para ser usada como ferramenta diplomática ou política.

## Assassinato
Al-Wazir foi assassinado em 16 de abril de 1988, em sua casa em Túnis, por um comando israelense. O governo de Israel, liderado pelo primeiro-ministro Yitzhak Shamir, decidira eliminá-lo após o início da Primeira Intifada, acusando-o de orquestrar ataques violentos contra civis israelenses, incluindo o ataque a um ônibus em março de 1988, que deixou três mortos. A operação foi aprovada por uma votação apertada no gabinete de segurança israelense, com seis votos a favor e quatro contra, refletindo a sensibilidade política do ato.
A missão, batizada de Operação Lição Introdutória, foi planejada meticulosamente pelo Mossad ao longo de mais de um ano. Agentes israelenses infiltraram-se em Túnis, monitoraram os hábitos de al-Wazir e mapearam sua rotina. Na noite do ataque, comandos das unidades de elite Sayeret Matkal e Shayetet 13 desembarcaram na costa tunisiana e, com o apoio de agentes locais do Mossad, dirigiram-se até sua residência. Enquanto isso, uma frota naval israelense e caças F-15 ficaram de prontidão para cobrir uma possível retirada ou confronto.
Os comandos invadiram a casa após confirmar a presença de al-Wazir por meio de uma chamada telefônica interceptada. Ele foi morto a tiros junto com seus guarda-costas, tendo seu corpo atingido mais de 50 vezes. A operação durou menos de cinco minutos, e os atacantes escaparam de barco antes que as autoridades tunisianas reagissem. O assassinato desencadeou uma onda de protestos nos territórios palestinos, com pelo menos 12 mortos em confrontos com forças israelenses.
O governo dos EUA condenou o ataque como um "assassinato político", enquanto o Conselho de Segurança da ONU aprovou a Resolução 611, reprovando a violação da soberania da Tunísia, sem mencionar Israel diretamente. Anos depois, em 2012, Israel admitiu indiretamente sua autoria quando autorizou a publicação de um relato detalhado de um dos comandantes da operação. Al-Wazir foi enterrado no campo de refugiados de Yarmouk, na Síria, em um funeral que reuniu milhares de palestinos, solidificando seu legado como mártir da causa palestina.

## Vida pessoal
Al-Wazir casou-se com sua prima Intissar al-Wazir em 1962 e teve cinco filhos com ela. Eles tiveram três filhos, chamados Jihad, Bassem e Nidal, e duas filhas, chamadas Iman e Hanan al-Wazir. Intissar e seus filhos retornaram a Gaza após os Acordos de Oslo entre Israel e a OLP e, em 1996, ela se tornou a primeira mulher ministra na Autoridade Nacional Palestina. Intissar posteriormente tornou-se chefe do Fundo dos Mártires da Autoridade Palestina, a organização que fornece subsídios às famílias de palestinos mortos ou feridos durante confrontos com as autoridades israelenses. Seu filho, Jihad al-Wazir, foi ex-governador da Autoridade Monetária Palestina e atualmente trabalha para o Fundo Monetário Internacional.
Após a tomada da Faixa de Gaza pelo Hamas em 2007, saqueadores invadiram a casa de al-Wazir, supostamente roubando seus pertences pessoais. Intissar al-Wazir afirmou que o saque "ocorreu em plena luz do dia e sob o olhar atento dos milicianos do Hamas".
Em 2014, a Autoridade Palestina nomeou uma floresta na Cisjordânia como Floresta do Mártir Khalil Al-Wazir.